# Неронов, Георгий Дмитриевич
Георгий Дмитриевич Неронов — советский хозяйственный, государственный и политический деятель.

## Биография
Родился в 1916 году. Член ВКП(б).
С 1951 года — на хозяйственной, общественной и политической работе. В 1951—1974 гг. — партийный организатор ЦК ВКП(б) — КПСС завода «Ростсельмаш», инструктор Отдела машиностроения ЦК КПСС, заведующий Промышленным отделом Ростовского областного комитета КПСС, начальник Управления машиностроения СНХ Ростовского экономического административного района, председатель Ростовского областного Совета профсоюзов, 1-й секретарь Ростовского городского комитета КПСС, 1-й секретарь Ростовского промышленного областного комитета КПСС, начальник «Ростовэнерго».
Избирался депутатом Верховного Совета РСФСР 6-го созыва.
Умер в Ростове-на-Дону в 2003 году.